# كسمة (ريمة)

تعديل مصدري - تعديل

كسمة هي مدينة ومركز مديرية كسمة بمحافظة ريمة اليمنية، بلغ تعداد سكانها 1168 نسمة حسب الإحصاء الذي أجري عام 2004.